# Tour de Alanya
O Tour de Alanya  (oficialmente: Tour of Alanya) foi uma corrida de ciclismo profissional por etapas que se disputava na província de Antalya (Turquia).
Disputaram-se duas edições em 2010 e 2011 fazendo parte do UCI Europe Tour, dentro da categoria 2.2 (última categoria do profissionalismo).
Sempre teve 4 etapas, a maioria delas com início e final em Alanya onde finaliza a prova.

## Palmarés
| Ano  | Vencedor     | Segundo        | Terceiro               |
| ---- | ------------ | -------------- | ---------------------- |
| 2010 | Nikias Arndt | Kemal Küçükbay | Georgi Georgiev Petrov |
| 2011 | Gabor Kasa   | Nazim Bakırcı  | Nebojša Jovanović      |

## Palmarés por países
| País     | Vitórias |
| -------- | -------- |
| Alemanha | 1        |
| Sérvia   | 1        |